# Samuel Zborowski
Samuel Zborowski, född okänt år, död 26 maj 1584, var en polsk adelsman. Han var bror till Andrzej, Jan och Krzysztof Zborowski.
Zborowski råkade vid Henriks av Valois kröning (1573) döda en polsk magnat och blev dömd till livstids förvisning ur Polen. Han begav sig först till zaporogkosackerna och sedan till Stefan Batorys hov i Transsylvanien, och då denne 1575 blivit vald till polsk kung, återvände han i hopp om benådning till Polen. Hans förhoppningar infriades inte, och han återvände till kosackerna, blev vald till deras hetman, föll in i Polen och förkunnade öppet sin avsikt att göra slut på Báthory och Jan Zamoyski. Den senare lät då gripa och föra honom till Kraków samt avrätta honom.